# Belstaff
Belstaff è una azienda di abbigliamento fondata nel 1924 a Longton. Il marchio con gli anni si è specializzato in alcuni settori, come l'abbigliamento da motociclisti e da aviatori, pur coprendo una ampia area della moda.

## Storia
L'azienda viene fondata nel 1924 da Eli Belovitch e suo figlio Harry Grosberg a Longton nello Staffordshire. Belstaff diventa presto un punto di riferimento nella produzione di abbigliamento impermeabile, realizzato in un particolare tipo di cotone di origini egiziane, lavorato con oli naturali che permettono al tessuto una buona respirazione.
La popolarità per l'azienda arriva grazie ad alcune personalità di spicco che indossarono giacche Belstaff come Lawrence d'Arabia negli anni del suo ritorno in Inghilterra, o Che Guevara ed Arthur Miller.
Nel 1948 Belstaff diventerà una sussidiaria del marchio James Halstend, un'azienda famosa per aver lanciato il marchio australiano Driza-Bone.
In seguito alla crisi tessile degli anni novanta, la fabbrica Belstaff di Longton viene chiusa e la produzione ridotta e spostata a Wellingborough.
Nel 2004 Belstaff entra nel gruppo Clothing Company di proprietà della famiglia Malenotti, che da molti anni ne era l'importatrice in Italia, ed in collaborazione con la costumista Sandy Powell disegna i costumi del film The Aviator di Martin Scorsese, a cui seguirà nel giugno 2005 la collaborazione con la stilista Joanna Johnston per gli abiti del film La guerra dei mondi di Steven Spielberg.
A febbraio dello stesso anno l'azienda debutta nel mondo dell'alta moda, sfilando sulle passerelle della settimana della moda di Milano. Produce anche la giacca Belstaff ‘Milford’ di Sherlock Holmes nella fortunata serie della BBC Sherlock.
Nel giugno 2011 Franco Malenotti cede per circa 110 milioni di euro Belstaff a Labelux Group, azienda svizzera operativa nel settore del lusso e che fa capo al gruppo di private investment della famiglia tedesca Reimann attraverso la società Joh A. Benckiser (JAB). In seguito Labelux, che controlla anche il colosso della cosmesi Coty, confluisce nella holding JAB, con sede in Lussemburgo, della famiglia Reimann. La struttura viene riorganizzata, l'azienda conta 14 negozi (5 in Gran Bretagna, uno sarà poi chiuso), a Milano il flagship store è in via della Spiga. Ma la crescita stenta, l'indebitamento cresce, i conti sono in rosso.
Nell'ottobre 2017 Belstaff viene ceduta da JAB a Ineos, colosso inglese della chimica di proprietà di sir Jim Ratcliffe, considerato il più ricco della Gran Bretagna. Nel gennaio 2018 viene nominata CEO dell'azienda Helen Wright, in maggio il cambio riguarda anche la direzione creativa con Sean Lehnhardt-Moore che prende il posto di Delphine Ninous.